# 통합원조 작전

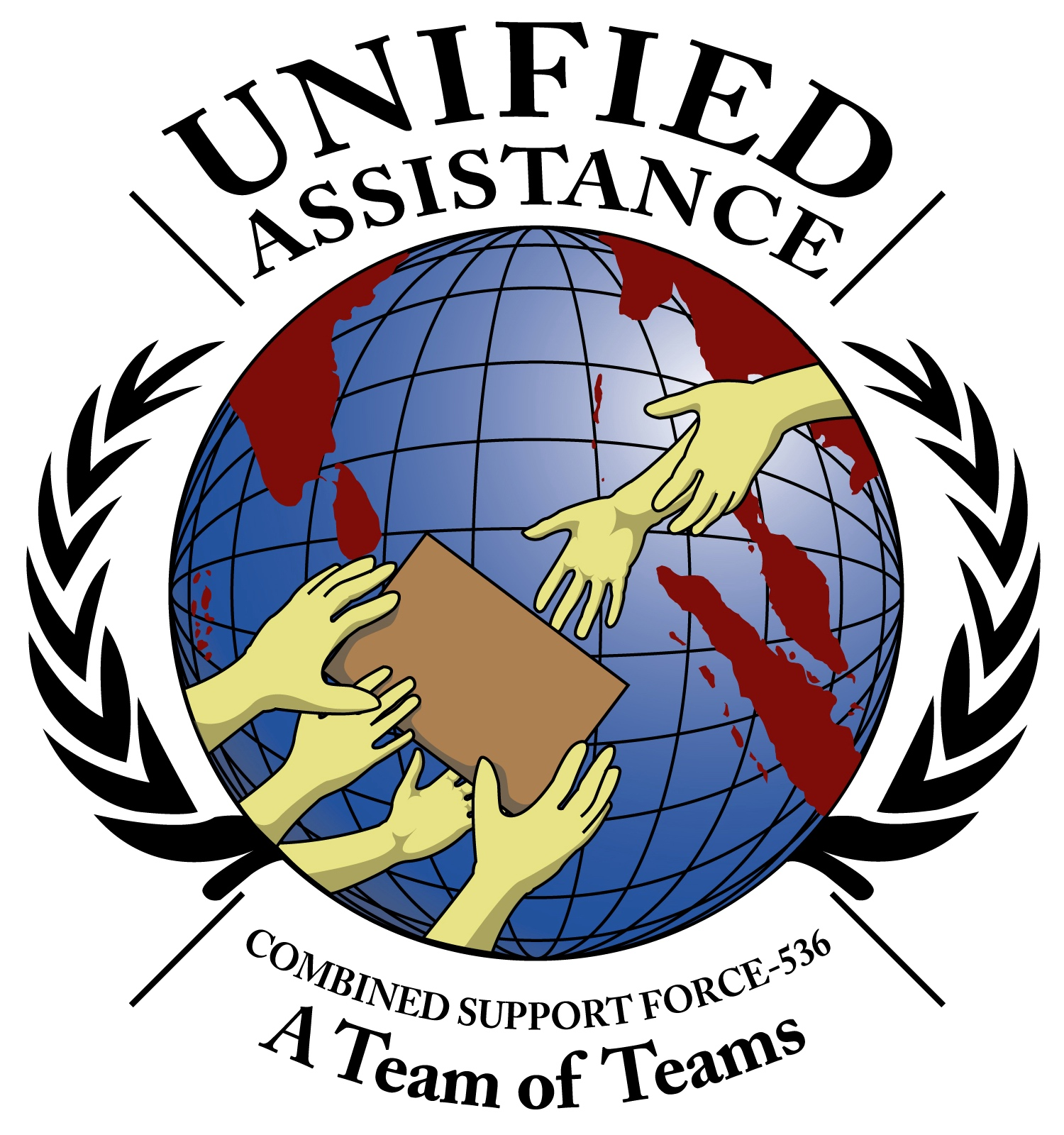
통합원조 작전의 상징 로고

통합원조 작전(영어: Operation Unified Assistance 오퍼레이션 유니파이드 어시스턴스[*])는 2004년 인도양 지진 해일에 대응하여 인도네시아를 구호하기 위한 미국의 인도주의적 지원 작전이었다.

## 개요
2004년 12월 28일 첫 부대가 태국 우타파오에 도착했다. 태국 정부는 우타파오 기지의 사용을 승인했다.
미국 정부는 주일 미군 장병 12,600명을 구호에 참가호도록 파병하였고, 그들은 민군 작전소에 합류했다.

## 비행기

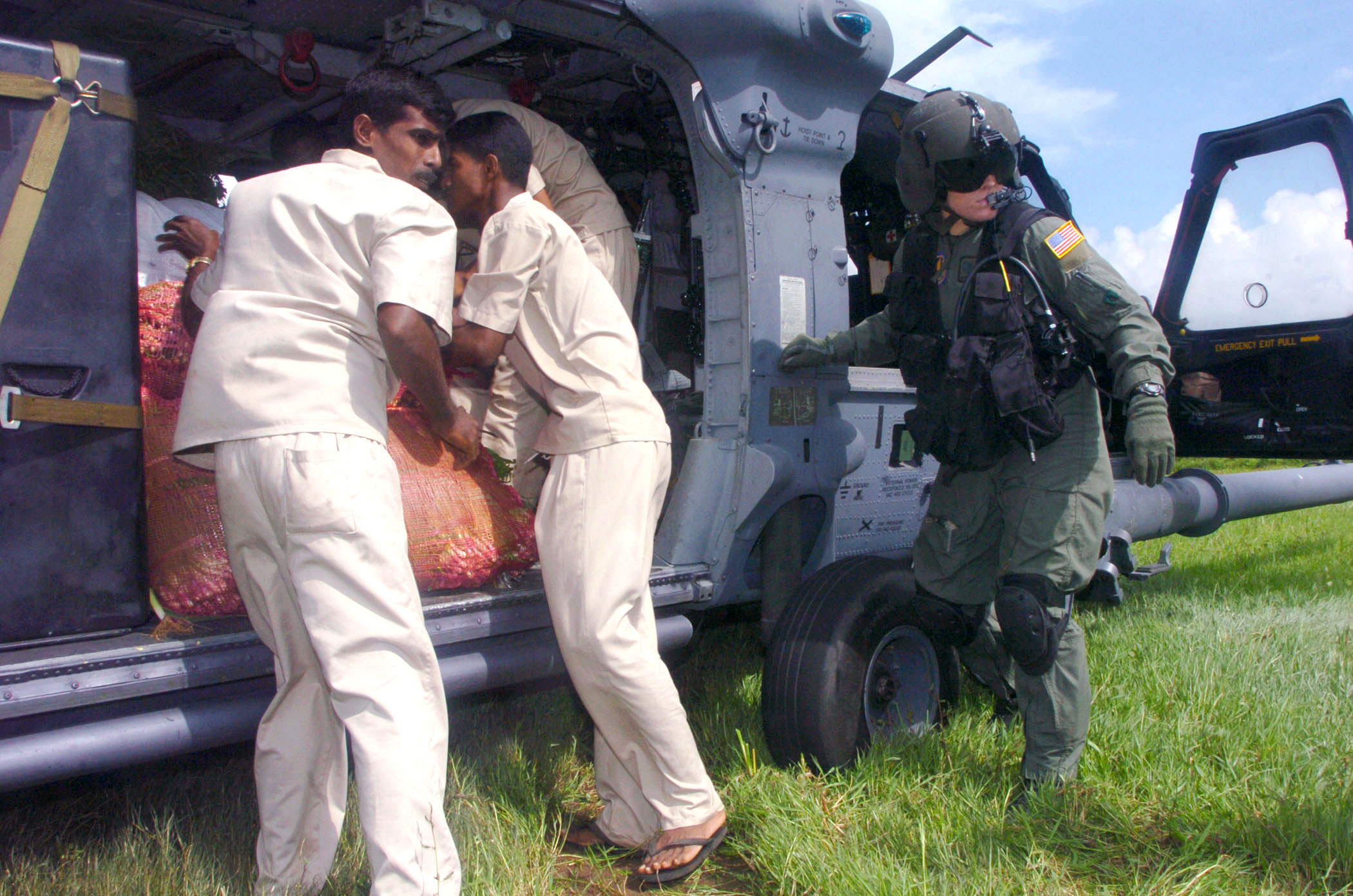
스리랑카인이 HH-60G 페이브호크 헬기에서 야채를 하역하고 있다.

다수의 C-5 갤럭시, C-17 글로브마스터III 전략 수송기와 10대의 C-130 허큘리스 전술수송기를 파견했다. 9대의 P-3 오라이온 초계기는 탐색 구조(SAR) 지원을 했다. 미국 국무부와 미국 국방부에서 파견된 다수의 팀들이 도왔다.

## 선박
홍콩이 모항인 USS 에이브러햄 링컨 (CVN-72) 항공모함전투단이 인도네시아 아체 지역을 돕기 위해 수마트라 해안에 파견되었다. 지원함으로는 USS Shoup (DDG-86), USS Shiloh (CG-67), USS 벤폴드 (DDG-65), USNS Rainier (T-AOE-7)가 포함되었다.
미국 해군은 또한 1000석의 침대를 가진 USNS Mercy (T-AH-19) 병원함도 파병하였다.
USS 산호세 (AFS-7), USS 나이아가라 폭포 (AFS-3)와 같은 다른 지원함들도 파병되었다.
2005년 1월 24척의 해군 군함과 1척의 해양경비대 함정이 그 지역에 있었다. 마지막 선박인 USNS Mercy (T-AH-19) 병원함이 2005년 4월 그 지역을 떠났다.
2004년 USS 에식스 (LHD-2)는 제31해병원정대를 쿠웨이트로 파병했다. USS 하퍼스 페리 (LSD-49)와 USS 주노 (LPD-10)도 함께 출항했다. 에식스함은 파병된 해병들이 팔루자 전투를 치르는 동안 걸프만에 계속 머물렀다. 그 기간 동안, 2004년 인도네시아 지진이 발생하여, USS 에식스는 통합 원조 작전을 인도네시아 Banda Aceh 지역에서 수행했다. 그 후 다시 걸프만으로 돌아와서 제31해병원정대를 지원했다. 모든 작전이 종료하고 제31원정대를 태우고 일본 오키나와로 귀항했다. 바다에서 8개월간 작전하였다.

## 효과
미국에 대한 인도네시아의 우호적인 여론이 급격히 증가했다. 2003년 15%였던 미국 우호적 여론이 2005년에는 38%로 증가했다. 원래 미국에 대해 우호적인 여론은 별로 없는 것이 일반적 정서였다. 이러한 여론조사 결과는 구호 활동이 미국에 대한 우호적인 시각을 높인다는 것을 의미한다.